# 有馬猫
『有馬猫』（ありまねこ）は、1937年（昭和12年）10月30日公開の日本映画である。化け猫の登場する怪談映画。監督は木藤茂。主演は鈴木澄子。新興京都作品。モノクロ、スタンダード。トーキー。8巻、2002m。アスペクト比は1：1.33。
『怪談有馬騒動』（かいだんありまそうどう）は再公開時の短縮版（51分または52分）

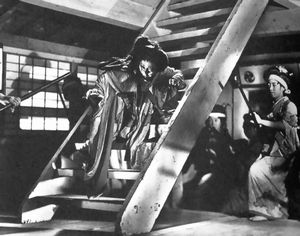
『有馬猫』（1937年）のスチル写真、中央は鈴木澄子。

出演者のほとんどが女性で、映画評論家の浦山珠夫は化け猫と侍女たちのアクロバティックな立ち回りを「単なる怪談映画ではなく、女闘美（メトミック）アクションの原点」と評している。
主演の鈴木澄子は化け猫を当たり役として、昭和16年に鈴木澄子一座でアメリカ公演した時も化け猫を演じた。鈴木澄子一座では『有馬猫』も上演した。
1953年に大映が『怪猫有馬御殿』という題名でリメイクした。

## スタッフ
- 監督：木藤茂[1][2]
- 脚本：波多謙治[1][2]
- 撮影：川崎常次郎[1][2]

## キャスト
- 有馬中務頼貴の侍女お仲： 鈴木澄子[1][2]
- 同愛妾おたきの方：森静子[1][2]
- 同愛妾おとよの方：歌川絹枝[1][2]
- 奥方千代姫：高山広子[1][2]
- 侍女霧島：国友和歌子[1][2]
- 同潮路：甲斐世津子[1][2]
- 妹鈴姫：草間房枝[1][2]
- 侍女柏屋：高松昌子[1][2]
- 同呉竹：東明喜子[1][2]
- 同侍乳：柳瀬政子[1][2]
- 同七浦：浅野百合子[1][2]
- 同築地野：大江八重子[1][2]
- 同庵崎：大久保とし子[1][2]
- 同浅茅：不二和子[1][2]
- 同岩波：三保敦美[1][2]
- おたきの母お種：群光子[1][2]
- 同妹お竹：日高竹子[1][2]
- 金貸婆：松本光代[1][2]
- 有馬中務頼貴：市川男女之助[1][2]
- お仲の父金兵衛：嵐橘右衛門[1][2]
- 足軽鳴沢小助：辻井義雄[1][2]